# Rende Calcio
Rende Calcio – włoski klub sportowy, mający swą siedzibę w Rende, Kalabria. Klub powstał w 1968 roku, pod nazwą Sesso Rende. Pierwszym trenerem drużyny był Mario Portone, który zakończywszy pracę w Rende Calcio został burmistrzem miasta.

## Barwy klubowe
Stroje drużyny mają kolor biało-czerwony.

## Sezon – Rozgrywki
- 2005/2006 – Serie C2/C (3. miejsce)
- 2006/2007 – Serie C2/C
- 2007/2008 – Prima Categoria Calabria „B”
- 2008/2009 – Promozione Calabria „A”